# Altijuba
Altijuba là một chi bướm đêm thuộc họ Sphingidae, có một loài Altijuba oktediensis, phân bố ở Papua New Guinea.